# Don Gato y su pandilla
Don Gato y su pandilla (no Brasil, Manda-Chuva - O Filme ou Manda-Chuva e Sua Turma, em Portugal, Top Cat - O Manda Chuva ) é um filme de animação argentino-mexicano produzido por Ánima Estudios, que criou o El Chavo Animado. É baseado na série animada de Top Cat dos anos 1960.

## Sinopse
A vida de Manda-Chuva é abalada em Nova Iorque por uma nova onda de crimes. Quem comanda o cenário é um vilão poderoso, que usa recursos tecnológicos para dominar a cidade. Manda-Chuva e sua turma estão prontos para ajudar, e como sempre, com suas trapalhadas.